# Litografia inversa

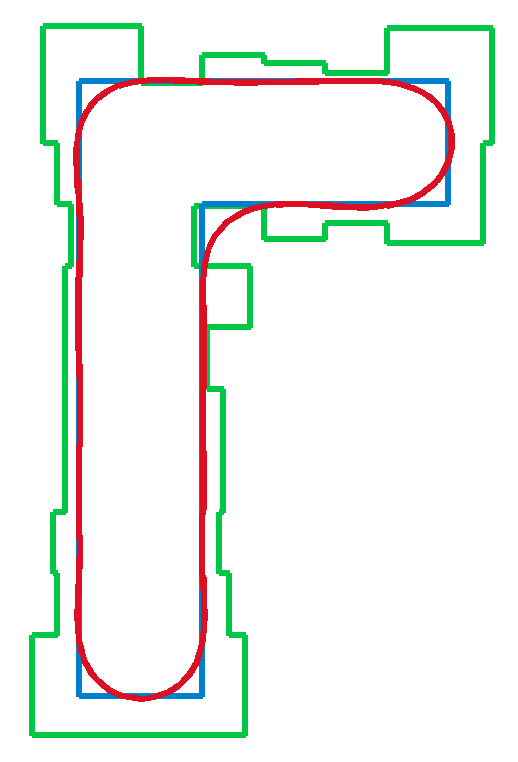
Una il·lustració de la correcció òptica de proximitat. La forma blava Γ és la que els dissenyadors de xips voldrien imprimir a l'oblia, en verd és la forma després d'aplicar la correcció de proximitat òptica i el contorn vermell és com s'imprimeix realment la forma (bastant a prop de l'objectiu blau desitjat).

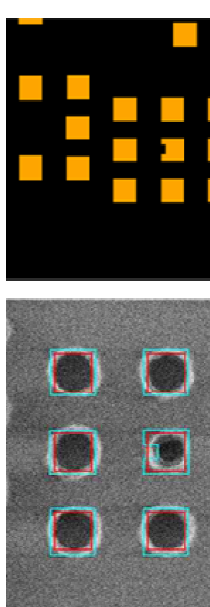
OPC aplicat al patró de contacte. A causa de la modificació de les vores a la disposició de la màscara (superior), el contacte central de la columna dreta té una mida inferior a la imatge impresa en oblia (inferior).

En la fabricació de dispositius semiconductors, la tecnologia de litografia inversa (amb acrònim anglès ILT) és una aproximació al disseny de fotomàscara. Aquest és bàsicament un enfocament per resoldre un problema d'imatge invers: calcular les formes de les obertures en una fotomàscara ("font") de manera que la llum que passa produeix una bona aproximació del patró desitjat ("objectiu") sobre el material il·luminat, normalment un fotoresistent. Com a tal, es tracta com un problema d'optimització matemàtica d'un tipus especial, perquè normalment no existeix una solució analítica. En els enfocaments convencionals coneguts com a correcció de proximitat òptica (OPC), s'augmenta una forma "objectiu" amb rectangles acuradament ajustats per produir una " forma de Manhattan" per a la "font", tal com es mostra a la il·lustració. L'enfocament ILT genera formes curvilínies per a la "font", que ofereixen millors aproximacions per a la "objectiu".
L'ILT es va proposar a la dècada de 1980, però en aquell moment era poc pràctic a causa de l'enorme potència computacional requerida i les complicades formes "font", que presentaven dificultats per a la verificació (comprovació de les regles de disseny) i la fabricació. Tanmateix, a finals de la dècada del 2000, els desenvolupadors van començar a reconsiderar ILT a causa dels augments significatius de la potència computacional.
Avui, però, ILT crida l’atenció a mesura que la indústria dels semiconductors s'empeny cap a 7nm, i potser més enllà. ILT no és una tecnologia d’eines de litografia (NGL) de nova generació. En lloc d'això, cau en el camp de la litografia computacional i s'utilitza per a la producció de fotomasks avançats.